# Scandalo in Boemia
Scandalo in Boemia (The Royal Scandal) è un film televisivo del 2001 diretto da Rodney Gibbons, tratto dal racconto Uno scandalo in Boemia di Arthur Conan Doyle dalla raccolta Le avventure di Sherlock Holmes.